# Anders Petter Lindquist
Anders Petter Lindquist, född 1 april 1804 vid Persberg i Färnebo socken, död 24 mars 1895 i Vänersborg, var en svensk jägmästare och skogsodlare.
Anders Petter Lindquist var son till bergsfogden Carl Petter Lindquist. Han blev 1819 student vid Uppsala universitet, övergick efter några år till jägmästarstudier och utexaminerades från det nybildade Skogsinstitutet 1828. Efter tjänst som lantjägmästare blev han överjägare för Älvsborgs län 1833, för kronoparken Edsmären där 1837 samt i Älvsborgs och Göteborgs län 1839, tillförordnad överjägmästare i dessa län 1855, överjägmästare i Älvsborgs län 1850 och därtill föreståndare för Hunnebergs skogsskola 1859. Vid skogs- och jägeristatens omorganisation 1869 blev han jägmästare i Marks revir och 1879 i Falbygds revir, innan han samma år fick avsked 75 år gammal. Lindquist utförde 1839–1855 skogsplanteringar på det 3 000 tunnland stora Edsmärens kalmarker och under 1860-talet sådde han trädfrön på Svältorna, vilka planteringar sedan fortsattes av Oscar Emanuel Gyberg. Hans insatser kom att resultera i stora skogar på stora delar av de tidigare ljusbeväxta hedmarkerna. Lindquist var 1857–1863 ledamot av Älvsborgs läns norra hushållningssällskaps förvaltningsutskott 1857–1863 och innehade kommunala uppdrag på olika orter. Han utgav Några enkla reglor för skogsvård och sådd af Skogsträd-frön (1858).